# パリ・オルレアン鉄道

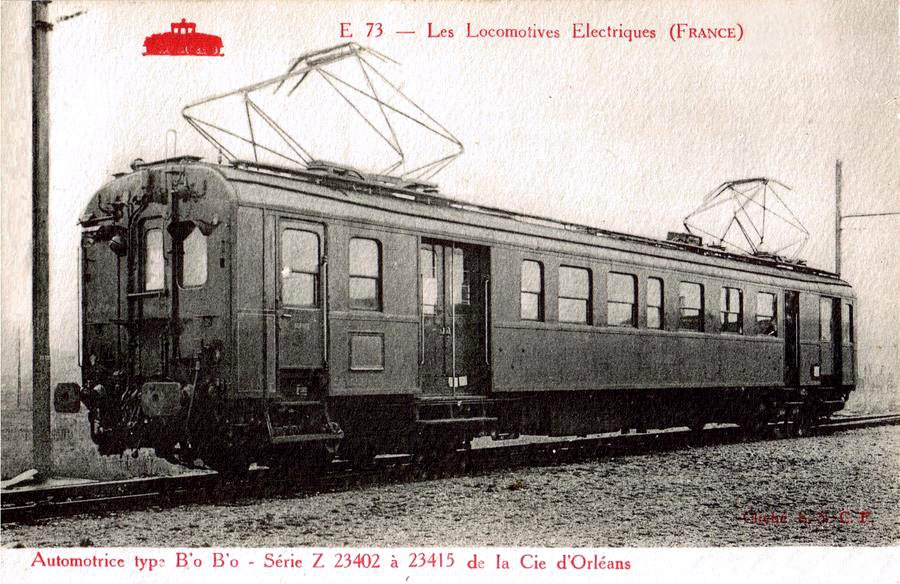
1935年に竣工したパリ・オルレアン鉄道の電車
その後フランス国鉄Z4200形電車となる

パリ・オルレアン鉄道 (パリ・オルレアンてつどう、Compagnie du Chemin de fer de Paris à Orléans, 略称PO, )はフランス国鉄(SNCF)の前身である6つの主要鉄道会社のうちの一つである。パリのオステルリッツ駅（1900年以降はオルセー駅）よりフランス南西部への路線網を有していた。1934年にミディ鉄道(Compagnie des Chemins de fer du Midi)を統合してパリ・オルレアン・ミディ鉄道となり、さらに1938年1月1日にはフランス国鉄（SNCF）の一部となった。パリ・オルレアン鉄道はSNCF設立までに11,700km以上の路線網を築いた。
パリ・オルレアン鉄道は1838年に設立され、1843年にパリからオルレアンまでの路線を開業させ。さらに委譲と買収によってフランス南西部方面、中央高地方面への路線を獲得した。
技術的観点からは、パリ・オルレアン鉄道は経済性の向上を目的に行なわれた機関車の進歩と改良が注目される。会社の有名な技術者としてはカミーユ・ポロンソー(Camille Polonceau)、フランソワ・タミシエ(François Tamisier)、ヴィクトール・フォルケーノ(Victor Forquenot)、エルネスト・ポロンソー(Ernest Polonceau、カミーユの甥)、アンドレ・シャプロン(André Chapelon)などの名が挙げられる。また、パリ・オルレアン鉄道は南部鉄道と並んで鉄道電化の先駆者でもある。オステルリッツ駅からオルセー駅までの区間は1900年5月28日に開業している。この区間は直流600V第三軌条方式で電化されていた。この事業は企業家レオン・シャニョ(Léon Chagnaud)によって成し遂げられた。
直流1500Vによる最初の本格的電化が行われたのはパリ～ヴィエルゾン(Vierzon)間であった。

## 路線
- パリ～ボルドー線
- クレルモン＝フェラン～オーリヤック線
- ソー線
- パリ～トゥールーズ線
- ロアンヌ～オルレアン線
- ブレティニー (Brétigny) ～トゥール線

など

## 車両

### パリ～ボルドー線
- 1850年～1900年 - 最初の輸入機関車たる111型（型式名はフランス式車軸配置表記、以下同、ホワイト式では2-2-2、ブディコム式、最高速度50km/h）、ポロンソー設計で直径2mの動輪を持ち最高速度100km/hの旅客用030型（ホワイト式0-6-0）蒸気機関車、フォルケーノ設計の120型（ホワイト式2-4-0）蒸気機関車などがある。
- 1900年から1939年の電化まで - 221型アトランティック及び231型パシフィック